# Ivan Vassilievitch Galanine
Ivan Vassilievitch Galanine (en russe : Ива́н Васи́льевич Гала́нин), né le 26 juillet 1899 dans l'Empire russe et décédé le 12 novembre 1958 est un militaire soviétique, Lieutenant-général.

## Biographie
Il est né dans le village de Pokrovka dans le gouvernement de Nijni Novgorod. Il entre dans l'Armée rouge en 1919. Il participe à la guerre civile russe. En 1921 il commande une compagnie de cadets dans la première école militaire soviétique de l'Armée rouge. En 1936, il est diplômé de l'Académie militaire Frounze. En août 1938 il commande la 57e division d'Infanterie. Il participe à la Bataille de Khalkhin Gol. En juin 1940 il commande le 17e corps d'infanterie dans le district militaire de Kiev. Le 4 juin 1940 il est nommé major-général. 
Durant la Seconde Guerre mondiale, il commande un corps au sein de la 18e armée (Union soviétique). En août 1941, il commande la 12e armée (Union soviétique) sur le Front Sud. Il participe à la bataille de Rostov (1941). En avril 1942, il commande la 59e armée. En juin 1942, il est commandant adjoint de la 33e armée (Union soviétique). En octobre 1942, il commande la 24e armée (Union soviétique). Il participe à la bataille de Stalingrad. En janvier 1943, il rejoint le quartier général suprême. Le 27 janvier 1943, il est nommé au grade de lieutenant-général. En avril 1943, il est nommé commandant de la 70e armée (Union soviétique) (en) sur le Front central. Il participe à la bataille de Koursk. En janvier 1944, il commande la 53e armée et participe à l'offensive Dniepr-Carpates,,. 
Après la guerre, en novembre 1945, il est nommé commandant adjoint du 7e corps d'infanterie dans les forces d'occupation soviétiques en Allemagne. Il est décédé le 12 novembre 1958 à Moscou. Il a été enterré au cimetière de la Présentation (Moscou) à Moscou.

## Décorations
- Ordre de Lénine
- Ordre de l'Étoile rouge